# Miguel A. Núñez jr.
Miguel A. Núñez jr. (New York, 11 augustus 1964) is een Amerikaans acteur.